# Matjaž Šinkovec (policist)
Matjaž Šinkovec, slovenski policist, pravnik in veteran vojne za Slovenijo, * 29. maj 1964, Ljubljana.
Šinkovec je bil ravnatelj Višje policijske šole v Ljubljani (2000-2004), pomočnik direktorja Policijske uprave Ljubljana (2004-2005), namestnik generalnega direktorja policije (2. november 2005-8. januar 2009) in vršilec dolžnosti generalnega direktorja policije (8. januar 2009-danes).
Zaradi nepravilnega postopka v zvezi z romanom Čefurji raus! je Šinkovec ponudil 23. januarja svoj odstop, a je notranja ministrica Katarina Kresal to zavrnila.